# 대한민국 형사소송법 제282조
대한민국 형사소송법 제282조는 필요적 변호에 대한 형사소송법의 조문으로 필요적 변호사건에서의 변호인 출석 및 공판 개정요건을 규정하고 있다.

## 조문
제282조(필요적 변호) 제33조제1항 각 호의 어느 하나에 해당하는 사건 및 같은 조 제2항·제3항의 규정에 따라 변호인이 선정된 사건에 관하여는 변호인 없이 개정하지 못한다. 단, 판결만을 선고할 경우에는 예외로 한다. <개정 2006.7.19> [제목개정 2006.7.19]

## 참조 조문
제33조(국선변호인) ① 다음 각 호의 어느 하나에 해당하는 경우에 변호인이 없는 때에는 법원은 직권으로 변호인을 선정하여야 한다.
1. 피고인이 구속된 때
2. 피고인이 미성년자인 때
3. 피고인이 70세 이상인 때
4. 피고인이 농아자인 때
5. 피고인이 심신장애의 의심이 있는 때
6. 피고인이 사형, 무기 또는 단기 3년 이상의 징역이나 금고에 해당하는 사건으로 기소된 때
②법원은 피고인이 빈곤 그 밖의 사유로 변호인을 선임할 수 없는 경우에 피고인의 청구가 있는 때에는 변호인을 선정하여야 한다.
③법원은 피고인의 연령·지능 및 교육 정도 등을 참작하여 권리보호를 위하여 필요하다고 인정하는 때에는 피고인의 명시적 의사에 반하지 아니하는 범위 안에서 변호인을 선정하여야 한다.
[전문개정 2006.7.19.]

## 판례
필요적 변호사건에서 변호인 출석없이 이루어진 소송행위는 무효이나, 이미 그 전에 적법하게 이루어진 소송행위까지 모두 무효로 된다고는 볼 수 없고, 다른 절차에서 적법하게 이루어진 소송행위는 유효하다. 필요적 변호사건에서 피고인이 재판장의 허가없이 퇴정하고 변호인마저 이에 동조하여 퇴정해 버린 경우 피고인이나 변호인의 재정없이도 심리판결을 할 수 있으며 이 경우 증거동의가 간주된다. 필요적 변호사건에서 사선변호인에 대한 기일통지가 없어 사선변호인이 불출석하였으나 국선변호인의 출석하에 제1회 공판기일을 진행하였더라도 그 공판기일에 국선변호인이 출석하였다면 변호인없이 재판한 잘못이 있다 할 수 없다.

## 참고 문헌
- 손동권 신이철, 새로운 형사소송법(초판, 2013), 세창, 2013. ISBN 9788984114081

## 같이 보기
- 대한민국 형사소송법 제283조 국선변호인